# Wijlen de Week
Wijlen de Week was een wekelijks praatprogramma van productiehuis Woestijnvis dat door de Vlaamse televisiezender Canvas uitgezonden werd in het voorjaar van 1999.

## Concept
In het programma kwamen onderwerpen en mensen uit de actualiteit van de voorbije week aan bod aan de hand van studiogesprekken, afgewisseld met beeldfragmenten en reportages. De presentatie was in handen van Bruno Wyndaele, de muzikale omlijsting werd verzorgd door Patrick Riguelle en Jan Hautekiet.
Het programma liep een seizoen van januari tot mei 1999.  In het najaar van 1999 verhuisden Bruno Wyndaele en Patrick Riguelle naar TV1 met de dagelijkse talkshow De laatste show.